# 11군 (호찌민시)
11군(Quận 11 /11郡)은 호치민시의 군 중 하나이다. 2010년을 기준으로 11군에는 232,536명의 인구가 있고, 전체 면적은  5 km2이다.

## 지리
11군은 북쪽으로 딴빈군에 경계를 접하고, 남쪽으로는 5군에 경계를 접한다. 동쪽으로 10군과 경계를 접하고, 서쪽으로는 6군과 떤푸군과 경계를 접한다.

## 행정 구역
11군에는 모두 16개의 프엉(Phường 坊)이 있다.
- 1 프엉
- 2 프엉
- 3 프엉
- 4 프엉
- 5 프엉
- 6 프엉
- 7 프엉
- 8 프엉
- 9 프엉
- 10 프엉
- 11 프엉
- 12 프엉
- 13 프엉
- 14 프엉
- 15 프엉
- 16 프엉